# Liederbuch der Albertina

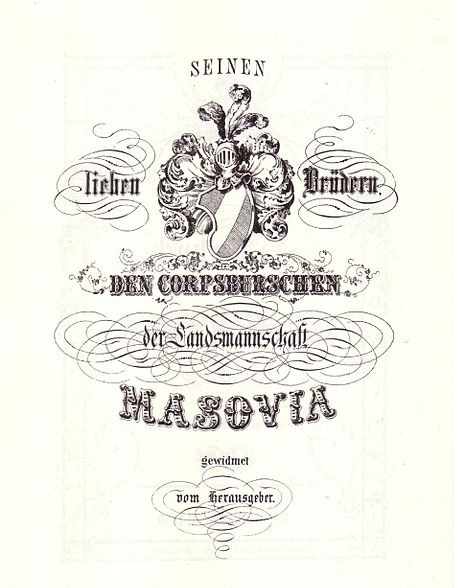
Clericus´ Widmung

Das Liederbuch der Albertina war eine illustrierte Sammlung von Studentenliedern, die 1850 von Ludwig Clericus in Königsberg i. Pr. herausgegeben wurde. Eduard Loch besorgte 1934 eine ausführlich kommentierte Neuausgabe, die 2005 und 2009 nachgedruckt wurde. Die kolorierten Originale des Liederbuchs sind verschollen.

## Geschichte
Herausgegeben und illustriert von „L. C., civis academiae Albertinae corporis Masurorum senior“, erschien das Liederbuch in Lithographie und Druck bei Adolph Wilutzky in Königsberg. Bekannt ist  nur der erste Teil, der in acht Lieferungen 50 Lieder enthielt. Bis zum Zweiten Weltkrieg hatten sich beim Corps Masovia nur die ersten vier Lieferungen in mehreren Stücken erhalten. Die Lieferungen 5 bis 8 gelten als verloren. Die ersten drei Lieferungen wurden der Staats- und Universitätsbibliothek Königsberg 1933 geschenkt. Als einzige in Deutschland besaß sie dieses Unikat.
24 Lieder finden sich bereits im Liederbuch der Alma Albertina, das 1844 im Verlag der Königsberger Universitätsbuchhandlung erschienen war. Darunter waren auch weniger bekannte Lieder, wie Nr. 10 (Brüder, hier steht Bier statt Wein), Nr. 23 (Gesungen und gesprungen) und Nr. 32 (Lasset die verdammten Manichäer klopfen). 
Die meisten übrigen finden sich auch in den anderen Kommersbüchern jener Zeit, z. B. im alten Leipziger Kommersbuch und in Karl Göpels Deutschem Lieder- und Commersbuch mit über 500 Liedern (Stuttgart 1847, 1858). Nur vier sind auch darin nicht enthalten: Nr. 2 (Allemal kann man nicht lustig sein), Nr. 28 (Ick und mein junges Weib), Nr. 24 (Heute schallen unsere Lieder, ein Text von Hempel zur Melodie einer polnischen Mazurka) und Nr. 18 (Erloschen ist der Sonne Licht, ein Polenlied von Gräfin Ida Hahn).
Von dem alten Königsberger Gesangsgut wurde bei Masovia das meiste noch um die Wende zum 20. Jahrhundert gesungen. Für das Corps bestimmt waren nur zwei der 50 Lieder, das Farbenlied (Nr. 37, siehe Bilder) und das Masurenlied (Nr. 48). Zu ihm hatte Clericus nur das alte Wappen der Masovia gestellt, um es  als Bundeslied seines Corps zu kennzeichnen.

## Lieder
1. Alles schweige
2. Allemal kann man nicht lustig sein
3. Allons enfants
4. Als Noah aus dem Kasten war
5. An des Pregels Strand
6. Auf, Brüder, laßt uns lustig leben
7. Aus Feuer ward der Geist geschaffen
8. Bekränzt mit Laub den lieben vollen Becher
9. Bringt mir Blut der edlen Reben
10. Brüder, hier steht Bier statt Wein
11. Ça ça geschmauset
12. Der Bursch von echtem Schrot und Korn
13. Der Papst lebt herrlich in der Welt
14. Die Binschgauer wollten wallfahrten gehn
15. Ein Grobschmied saß in guter Ruh
16. Ein Heller und ein Batzen
17. Ein niedliches Mädchen
18. Erloschen ist der Sonne Licht
19. Es bildeten drei Gesellen
20. Es ward einmal geschlagen bei Belle-Alliance die Schlacht
21. Es zogen drei Burschen
22. Gaudeamus
23. Gesungen und gesprungen
24. Heute schallen unsere Lieder
25. Ja, das schönste Leben
26. Ich bin der Doktor Eisenbart
27. Ich weiß nicht was soll es bedeuten
28. Ick und mein junges Weib
29. Ihren Liebsten zu erwarten
30. Im kühlen Keller sitz ich hier
31. In des Waldes finstern Gründen
32. Lasset die verdammten Manichäer klopfen
33. Mihi est propositum
34. Mit Männern sich geschlagen
35. Noch ist Polen nicht verloren
36. Schöne Minka ich muß scheiden
37. Seht her, wie stolz ich um mich schau (Farbenlied)
38. Sind wir nicht zur Herrlichkeit geboren
39. Steh ich in finstrer Mitternacht
40. Stoßt an, Albertina soll leben
41. Studio auf seiner Reise
42. Viola, Baß und Geigen
43. Vom hoh'n Olymp herab ward uns die Freude
44. War einst ein jung jung Zimmergesell
45. Was ist des Deutschen Vaterland
46. Was kommt dort von der Höh
47. Wenn das Atlantische Meer
48. Wild flutet der See (Masurenlied)
49. Wohlauf, Kameraden
50. Wohlauf noch getrunken den funkelnden Wein

## Illustrationen
Kulturgeschichtlich sind die Illustrationen noch wichtiger als die Lieder. Aus den zwei Jahreszahlen – „Michaeli 1850“ im Vorwort und „Mai 1851“ auf der Rückseite des Umschlags – ist zu ersehen, dass sich die endgültige Herausgabe noch über ein halbes Jahr nach dem ersten Entwurf hingezogen hatte. Während dieser Zeit besuchte Clericus schon die Kunstakademie Königsberg. Zu vergleichen sind die Zeichnungen nur mit den „Werkchen“ von Franz Pocci und Ludwig Richter.

„Die Illustrationen sind teils ganz- oder halbseitig, teils als Vignetten oder Umrahmung der Texte zu finden. Eine Fülle von witzigen und fröhlichen Ideen sprudelt diese Blätter dem Betrachter entgegen. Der einmalige Wert und die exquisite Besonderheit liegen aber darin, daß die Zeichnungen getreue Abbildungen Königsberger Zeitgenossen in ihren damaligen Trachten sowie des ganzen damaligen Studentenlebens in Ernst und Scherz sind; Kneiptafel, Landesvater. Mensur und anderes der Jahre um 1850 werden so lebendig.“

„So zeigt sich der wahre studentische Humor und Geist bei Clericus in natürlicher Frische und Echtheit gegenüber den zwar poetischen, aber oft weichlich sentimentalen und nur anempfundenen, nicht selbsterlebten Stimmungen L. Richters. Clericus steht am Ende der Romantik, aber indem er die Romantik seiner Zeitgenossen schildert, bleibt er der Wirklichkeit des Lebens näher und schildert es echter als jener, der seine Figuren mit dem Zauber der Vergangenheit umgeben hat und sie in Haltung und Kleidung einer früheren Zeit darstellt und verallgemeinert. Clericus´ Studenten und Philister sind keine Phantasiegestalten, sondern seine Königsberger Zeitgenossen in den oben abgebildeten wirklichen Trachten, so daß sie uns ein treues und wertvolles Kulturdenkmal ans der Mitte des 19. Jahrhunderts bieten. Und wo der Inhalt seiner Lieder ihn aus der Wirklichkeit in eine erdichtete Phantasiewelt führt, erscheinen auch in ihr greifbare Gestalten seiner Umwelt in humoristischer Prägung. Wunderbar reich ist seine Erfindungsgabe, wenn er sich nicht wie frühere Zeichner mit einem Bilde für jedes Lied begnügt, sondern vielfach alle Verse in eigenen kleinen Szenen witzig illustriert. Und darin zeigt sich noch seine besondere Eigenart, daß er sich nicht nur enger als andere den Worten und Stimmungen der Lieder anschließt und sie getreulich auch in Einzelheiten wiedergibt, sondern daß er aus seiner reichen Phantasie und innerem Miterleben seinen Gestalten durch kleine und feinwitzige neue Züge eigenes Leben verleiht. So nimmt er wirklich eine selbständige Stellung auf diesem ganzen Gebiet der Studentenbilder ein.“